# Teija Lehtimäki
Teija Lehtimäki z domu Kuntola (ur. 6 lipca 1981) – fińska biathlonistka. Zadebiutowała w biathlonie w rozgrywkach Pucharu Europy w roku 2001.
Starty w Pucharze Świata rozpoczęła zawodami w Östersund w roku 2008 zajmując 67. miejsce w biegu indywidualnym. Jej najlepszy dotychczasowy wynik w Pucharze świata to 32. miejsce w sprincie w Trondheim w sezonie 2008/09.
Na Mistrzostwach świata w roku 2008 w Östersund zajęła 67. miejsce w biegu indywidualnym, 84 w sprincie oraz 15 w sztafecie. Na Mistrzostwach świata w roku 2009 w Pjongczangu zajęła 62. miejsce w biegu indywidualnym, 60 w sprincie, 54 w biegu pościgowym i 15 w sztafecie.

## Osiągnięcia

### Mistrzostwa Europy
- 2001 Haute Maurienne – 27. (bieg indywidualny), 32. (sprint), 34. (bieg pościgowy)

### Mistrzostwa świata
- 2008 Östersund – 67. (bieg indywidualny), 84. (sprint), 15. (sztafeta)
- 2009 P'yŏngch'ang – 62. (bieg indywidualny), 60. (sprint), 54. (bieg pościgowy), 15. (sztafeta)

### Puchar Świata

#### Miejsca w klasyfikacji generalnej
| Sezon     | Miejsce |
| --------- | ------- |
| 2008/2009 | 88.     |